# Masacrul de la Odesa

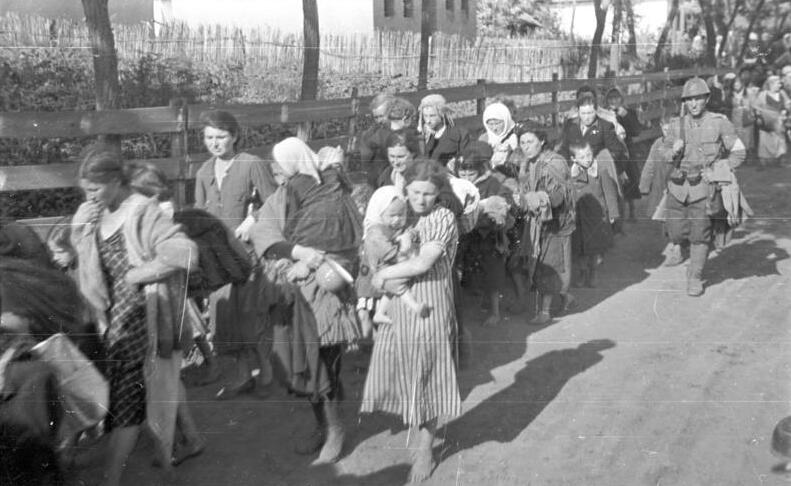
Evrei deportați în Transnistria sub supravegherea unui soldat român.

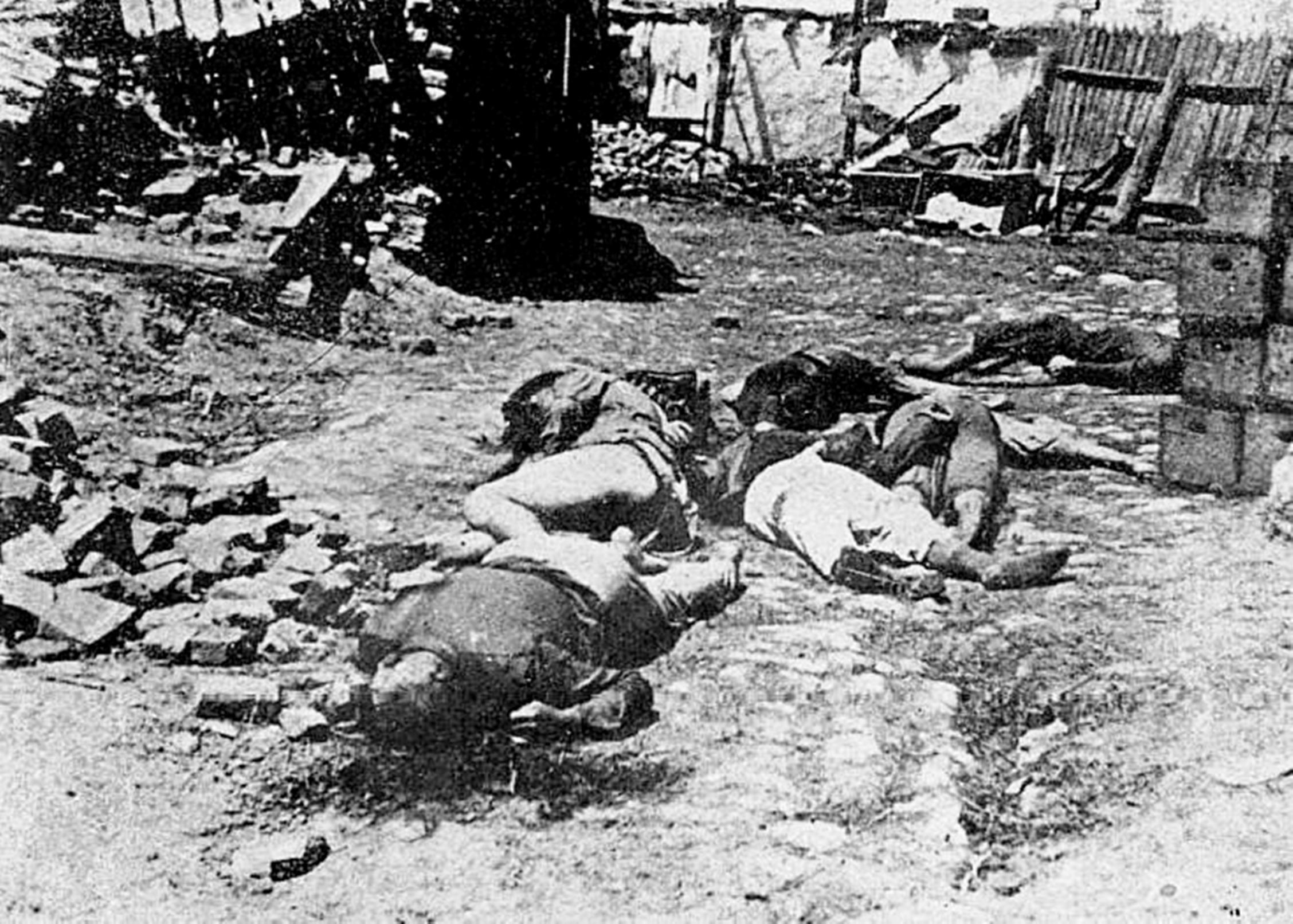
Holocaust prin gloanțe. Octombrie 1941: evrei români deportați în Transnistria și asasinați între Bârzula și Grozdovca de militarii români care-i escortau. Femeia a fost despuiată.

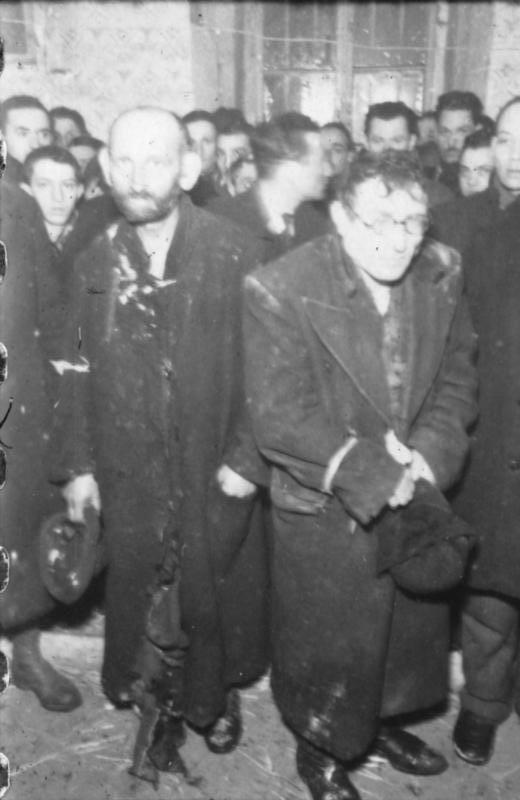

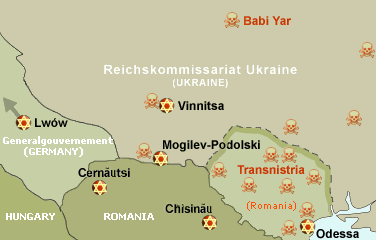
Harta holocaustului în Ucraina. Ghetourile sunt marcate cu stele, iar masacrele din Transnistria, cu «capete de mort» roșii.

Masacrul de la Odesa a fost declanșat în seara zilei de 22 octombrie 1941, cu titlul de „pedepsire” (represalii asupra populației civile) în urma detonării Comandamentului militar român din Odesa de către partizani sau militari sovietici din armata regulată, explozie în care au fost omorâți 16 ofițeri români, inclusiv comandantul militar al orașului, generalul Ion Glogojanu, 46 soldați și subofițeri, mai mulți civili și 4 ofițeri de marină germani. Militarii români nu au reușit să-i prindă pe autorii atentatului și s-au răzbunat pe populația civilă locală. Au fost asasinați la întâmplare, 5.000 de localnici civili, majoritatea evrei.
În urma raportului primit, mareșalul  Antonescu i-a ordonat generalului Iosif Iacobici, șeful Marelui Stat Major și comandant al Armatei a 4-a române, să ia măsuri drastice de pedepsire. În aceeași noapte, Iacobici a telegrafiat cabinetului militar al lui Antonescu că a pornit acțiunea ordonată: „Ca represalii și pentru a da un exemplu populației, s-au luat măsuri pentru a spânzura în piețele publice un număr de evrei și comuniști suspecți”. În ziua următoare, la 23  octombrie 1941, militari români au ucis alți 19.000 de civili evrei, femei, bătrâni și copii, familii întregi din orașul Odesa, împușcați, spânzurați, aruncați în aer, sau arși de vii. Alți aproximativ 45.000 de evrei au fost trimiși de la Odesa în lagărul de concentrare Bogdanovka, unde au fost asasinați aproximativ două luni mai târziu.

## Cucerirea Odesei

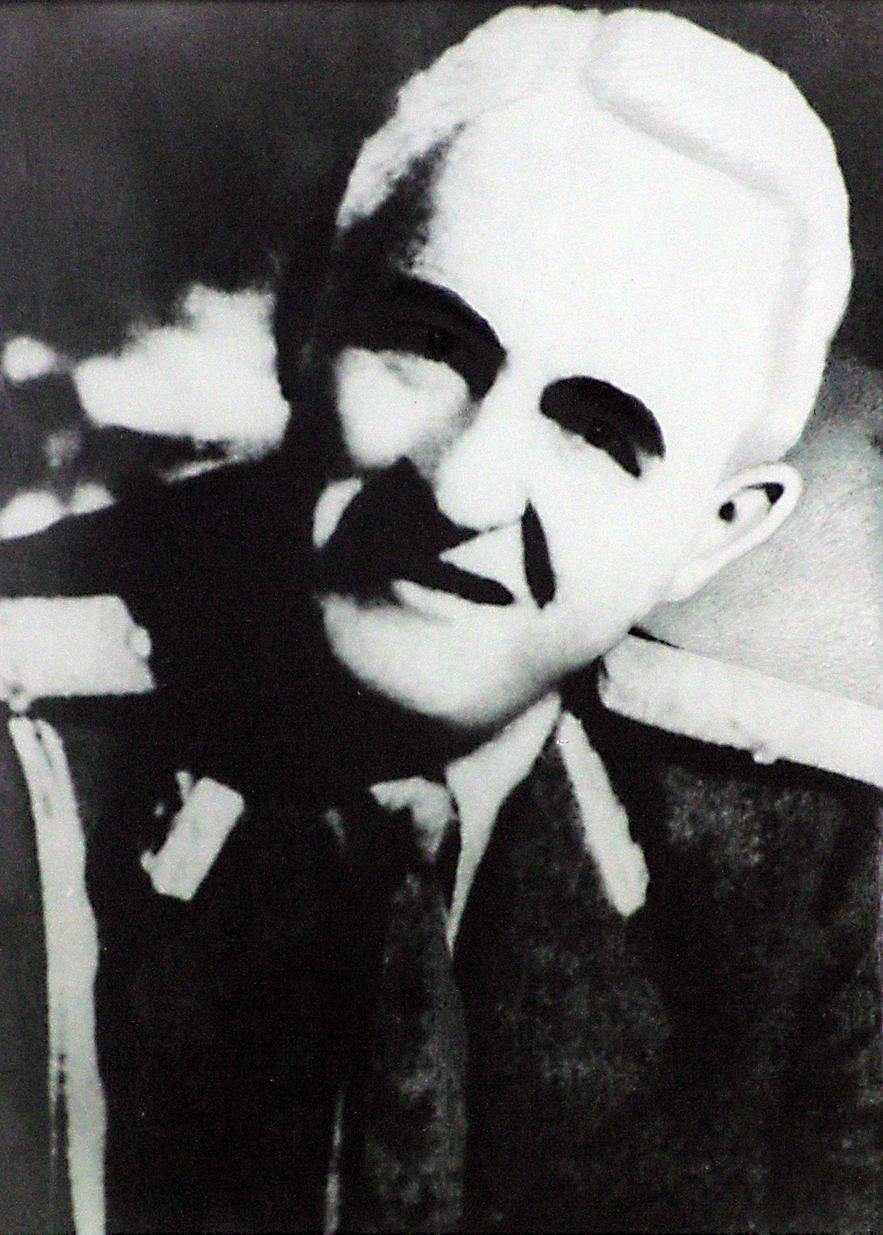
Generalul de corp de armată adjutant Iosif Iacobici

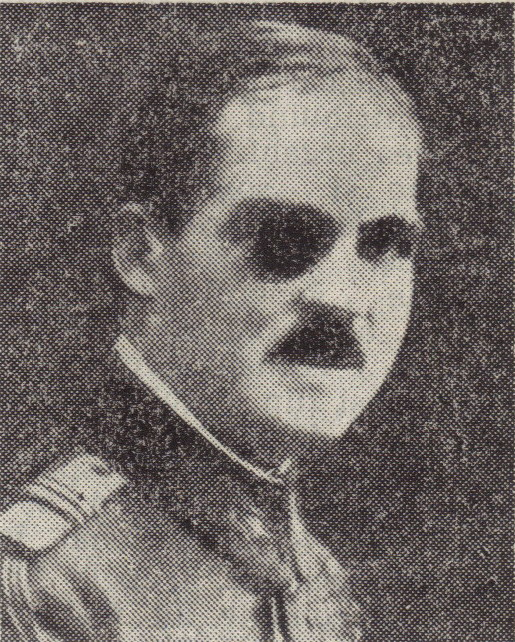
Generalul de corp de armată Nicolae Macici

Marea ofensivă a armatei române, cu sprijin și indicații tactice germane, pentru cucerirea Odesei, a fost declanșată la 3 august 1941, când al 4-lea Corp de armată, comandat de generalul Nicolae Ciupercă, a trecut Nistrul, flancat de al 5-lea Corp, format din Divizia a 15-a de Infanterie, Brigada 1-a de cavalerie și Divizia 1-a blindată, care l-a traversat între Tighina și Dubăsari, conform planurilor de luptă elaborate de mareșalul Antonescu personal - ordinul operativ nr. 31 al Marelui Stat Major emis la 8 august 1941, care cerea Armatei a 4-a să cucerească Odesa „din mers”. Realitatea de pe front nu a corespuns, însă, cu planurile optimiste, ofensiva a fost oprită, orașul dovedindu-se mai greu de cucerit decât se presupusese.
În ziua de 3 septembrie, generalul Ciupercă (din grupul de generali care considerau că armata română nu ar fi trebuit să treacă Nistrul și să invadeze teritorii aflate în afara graniței internaționale a României) trimitea un memoriu lui Antonescu în care raporta despre condițiile precare ale diviziilor din prima linie, extenuate după o lună de ofensivă permanentă, despre moralul scăzut al soldaților din cauza luptelor pe pământ străin și despre planurile de atac inadecvate condițiilor de pe teren Ciupercă mai raporta că aproape toate diviziile din primul eșalon se găsesc la limita posibilităților lor ofensive și propunea un plan de luptă alternativ. Antonescu și șeful marelui stat major, generalul Alexandru Ioanițiu, au respins memoriul. În cele două asalturi asupra Odesei făcute conform planurilor lui Antonescu, Armata 4 a suferit pierderi mari, de 58 855 de militari, din care 11 046 morți, 42 331 răniți și 5 478 dispăruți.
Pe 9 septembrie, generalul Ciupercă (împreună cu șeful statului său major, generalul de brigadă Nicolae Pălăngeanu) a fost înlocuit cu generalul Iacobici, ministrul de război din acel moment, care a primit directive clare să execute, fără discuții, ordinele primite. După Antonescu, motivul acestei situații deplorabile a fost „lipsa spiritului ofensiv și încrederea în capacitatea de luptă a armatei române”. Succesele lui Iacobici au fost și ele minime, mai ales după ce artileria a încetat lupta din lipsă de muniții[A]; așa că, pe 22 septembrie 1941, după moartea într-un accident a generalului Ioanițiu, el a fost rechemat la București și numit șef al Marelui Stat Major al armatei. Ulterior, față cu împotmolirea ofensivei române, planul respins al generalului Ciupercă a fost adoptat și a dus la cucerirea Odesei[B].
La 16 octombrie 1941, ora 10.30, patrule avansate ale Diviziei a 7-a de infanterie au intrat în Odesa, iar la ora 16.00 detașamentul Eftimiu a ocupat portul, marcând cucerirea orașului. Simultan, au intrat în oraș și trupe germane.
Românii au vrut să-i schimbe numele orașului în „Antonescu”, iar guvernul sovietic a acordat Odesei titlul de „Oraș erou” decernat doar altor trei orașe: Leningrad, Moscova și Stalingrad.
Armata a 4-a, în efectivele căreia au luptat, între 8 august și 16 octombrie, 340 223 de combatanți, a suferit o pierdere de 92 545 de soldați (17 729 morți, 63 345 răniți și 11 471 dați dispăruți). Sovieticii au raportat 41 268 de pierderi: 16 578 morți și dispăruți și 24 690 răniți. Ei au mai evacuat din oraș circa 350 000 soldați și civili.
După cucerirea Odesei, Antonescu a ordonat retragerea Armatei a 4-a pentru refacere (în realitate, această armată decimată nu a mai fost refăcută și, în scurt timp după participarea la „Parada Victoriei” de la București, contigentele au fost lăsate la vatră), lăsând în loc unități secundare. Garnizoana orașului a fost preluată de Corpul 2 de armată, sub comanda generalului Nicolae Macici.

## Represalii, răfuială, sau purificare etnică?
În urma rezultatelor dezastruoase ale ofensivei Armatei a 4-a și a pierderilor suferite, Antonescu a ordonat o anchetă. Documentul, elaborat de Secția a 3-a operații din cadrul Marelui Stat Major român, intitulat „Rezultatul anchetei referitor la cauzele pentru care Armata română n-a putut să aibă o victorie rapidă și strălucită la Odessa”, a enumerat drept principale cauze ale eșecului deficiențe în privința organizării, dotării, instrucției și moralului unităților din Armata a 4-a. Ancheta a confirmat evaluările germane cu privire la potențialul combativ scăzut al unităților românești. În pofida acestor constatări, pentru a se disculpa, Antonescu i-a învinuit pe evrei de pierderile masive suferite de armatele române respectiv, pe „comisarii iudeo-bolșevici din Armata Roșie” (vezi directiva adresată de Antonescu la 5 septembrie 1941 de pe frontul din fața Odesei vicepreședintelui Consiliului de Miniștri, Mihai Antonescu[C]).
Încă de la debutul conflictului sovieto-german, propaganda română a indicat - alături de regimul sovietic - populația evreiască din Basarabia și Bucovina de nord ca element principal de susținere și răspândire al comunismului, aceasta fiind considerată responsabilă și de suferințele îndurate de români în timpul ocupației sovietice. În consecință, guvernanții români au prezentat în fața opiniei publice din România și a populației din Basarabia și Bucovina de nord participarea României la ostilități, nu numai ca o campanie destinată a elibera cele două provincii de sub dominația bolșevică și a reîntregi frontierele amputate în anul 1940, ci și ca o bătălie purtată împotriva comunismului și evreilor. Afișele propagandistice ale armatelor a 3-a și a 4-a române conțineau lozinci precum:
- „Armatele română și germană luptă contra comunismului și jidanilor și nu contra soldatului și poporului rus”;
- „Războiul a fost provocat de jidanii lumii întregi. Luptați contra provocatorilor de războaie!”;
- „Armatele română și germană nu vin pentru a se răsbuna pe populație. Ele luptă pentru distrugerea comunismului și cahalului jidovesc”;
- „Domnia jidanilor și a străinilor s-a sfârșit. Soarele dreptății românești din nou a răsărit”;
- „Cine luptă pentru comunism, luptă pentru subjugarea tuturor popoarelor de către comuniști și jidani”;
- „Comuniștii și jidanii v-au luat pământurile, casele, vitele și recoltele voastre. Armatele română și germană vin să vă dea înapoi avuturile voastre”;
- „Jidanii, comuniștii și trădătorii neamului n-au ce căuta în Basarabia și Bucovina de nord! Să plece până nu-i prea târziu!” [16]

Autoritățile civile și militare române nu s-au limitat doar la multiplicarea și răspândirea acestor afișe propagandistice, ci au elaborat și planuri care vizau augmentarea sentimentelor antisemite în cadrul populației românești din cele două provincii. De exemplu, Centrul Informativ „B”, atașat Armatei a 4-a române și aflat sub conducerea locotenent-colonelului Alexandru Ionescu (Alion), a elaborat la 11 iulie 1941 un document intitulat „Plan pentru înlăturarea elementului iudaic de pe teritoriul basarabean aflat încă sub stăpânirea sovietică”, ce prevedea organizarea unor echipe care urmau să devanseze trupele române și a căror misiune consta în „a creea o atmosferă defavorabilă elementelor iudaice, în așa fel încât populația singură să caute a le înlătura prin mijloacele ce vor găsi mai indicate și adaptabile împrejurărilor”.
Cercetașii sovetici au reușit în termeni oportuni să obțină informația referitoare la planul dislocării trupelor româno-germane în Odesa și în baza acesteia au pregătit ambuscade minate. O atenție deosebită a fost acordată minării în taină a clădirii unde se disloca conducera NKVD (Comisariatul Poporului pentru Afaceri Interne). Clădirea NKVD a fost minată în timpul redislocării pe cale maritimă a militarilor sovetici și a civililor din Odesa în Crimeea (circa 100 mii persoane), înainte de cucerirea orașului Odesa de către români. În clădire a fost plasat un dispozitiv explozibil cu interceptare radio. Astfel, în seara zilei de 22 octombrie 1941, la orele 17.35, în baza unei informații din Odesa, printr-o stație radio din Crimeea a fost activat explozibilul. Explozia a aruncat în aer clădirea comandamentului trupelor române din Odesa, omorând 16 ofițeri români, inclusiv pe comandantul militar al orașului, generalul Ion Glogojanu, 46 soldați și subofițeri, mai mulți civili și 4 ofițeri germani de marină, din detașamentele militare germane care au însoțit trupele române[E]. Militarii români nu au reușit să localizeze ascunzișurile partizanilor și s-au răzbunat pe populația civilă locală. Masacrul a fost declanșat în seara zilei de 22 octombrie 1941, ca reacție spontană de răzbunare la aruncarea în aer a comandamentului trupelor române din Odesa. Au fost uciși, la întâmplare, 5 000 de locuitori, în majoritate evrei.
Generalul Iacobici i-a raportat lui Antonescu despre detonarea Comandamentului și pierderile avute, iar acesta i-a ordonat să ia măsuri drastice de pedepsire. În aceeași noapte, Iacobici a telegrafiat cabinetului militar al lui Antonescu că a pornit acțiunea ordonată: „Ca represalii și pentru a da un exemplu populației, s-au luat măsuri pentru a spânzura în piețele publice un număr de evrei și comuniști suspecți”.. În ziua de 23 octombrie, ca urmare a directivelor lui Antonescu, Iacobici a ordonat continuarea masacrului. Peste 19 000 evrei au fost înghesuiți în 9 magazii de explozibile aflate în port și împușcați la grămadă, după care magaziile au fost incendiate. Parte dintre victime au fost arși de vii..
În zilele de 22 - 24 octombrie 1941, militarii români au ucis între 25 000 - 34 000 de evrei din orașul Odesa, împușcați, spânzurați, explodați, sau arși de vii). Alți aproximativ 45 000 de evrei au fost trimiși de la Odesa în lagărul de concentrare Bogdanovca, unde au fost uciși aproximativ două luni mai târziu.
Atât Antonescu, cât și Iacobici foloseau sintagma „represalii” („...Ca represalii și pentru a da un exemplu populației...”) ca o diversiune pentru a oculta neglijența generalului Glogojanu și ca o motivare a masacrului premeditat al evreilor din Odesa și Transnistria, care aveau să devină ceea ce Alexander Dallin a denumit „groapa etnică a României” (vezi mai sus și documentul elaborat la 11 iulie 1941 de către locotenent-colonelul Alexandru Ionescu (Alion), intitulat „Plan pentru înlăturarea elementului iudaic de pe teritoriul basarabean aflat încă sub stăpânirea sovietică”).
Atât aceste represalii, cât și masacrele care au urmat nu au fost o reacție emoțională, sau punitivă la pierderile suferite, ci aplicarea deliberată a deciziei de purificare etnică planificată de Consiliul de Miniștri înainte de intrarea României în război, după cum reiese din directivele viceprim-ministrului Mihai Antonescu din ședința din 8 iulie 1941 a cabinetului antonescian[D].
Cristian Bândea susține că atentatul partizanilor putea fi prevenit: „O rusoaică l-a prevenit din timp pe primarul de atunci al orașului Odessa, Gherman Pântea, că clădirea comandamentului trupelor române fusese minată. Pântea a informat conducerea armatei române, dar generalul Ion Glogojanu, comandantul militar al orașului, a refuzat să ia în seamă avertismentul. În consecință, clădirea a sărit în aer și au murit toți ofițerii români aflați acolo. Ulterior, când a mers la mormântul generalului Glogojanu, mareșalul Ion Antonescu a rostit următoarele cuvinte: „Ai luptat pentru Odessa ca un erou și ai murit în Odessa ca un prost”G.

### Masacrul din 22-25 octombrie 1941
La 19 august 1941, Ion Antonescu l-a numit pe profesorul Gheorghe Alexianu în funcția de guvernator al Transnistriei și membru ex officio al Consiliului de Miniștri.
La 24 octombrie 1941, colonelul Davidescu, șeful cabinetului militar al mareșalului Antonescu, a telegrafiat generalului Macici: 
„Telegramă cifrată nr. 563 Pentru generalul Macici”. Drept represalii, dl. Mareșal Antonescu ordonă:
1) Executarea tuturor Evreilor din Basarabia refugiați la Odesa.
2) Toți indivizii care intră în prevederile ordinului 3161 (302 858) din 23 Octomvrie 1941 care nu au fost încă executați, precum și alții ce li se pot adăuga vor fi puși într’o clădire minată anterior și care va fi detonată. Se va efectua această acțiune în ziua înhumării victimelor noastre.
3) Acest ordin va fi distrus după ce va fi fost citit.”
Acest ordin a fost executat la 24 octombrie 1941. Aproximativ 22 000 de evrei (după alte surse, 40 000 evrei ) au fost escortați de militari români aparținând batalionului nr. 10 mitraliori din divizia a 10-a infanterie, conduși de locotenent-colonelul Nicolae Deleanu (care a ucis personal circa 50 de evrei) și locotenent-colonelul de jandarmi și pretorul orașului Mihail Niculescu (poreclit „Coca-călăul”), la Dalnic, în apropierea Odessei, unde evreii au fost înghesuiți în 4 magazii. Aceste magazii au fost, mai întâi, mitraliate și, ulterior, incendiate pe rând, cu excepția ultimei magazii care a fost minată și aruncată în aer la aceeași oră la care explodase clădirea comandamentului militar, adică ora 17.45. La acest masacru au participat și câțiva soldați germani.
Un martor ocular al asasinatului a relatat: „Au fost masați până la refuz în patru magazii care au fost apoi nimicite pe rând, cu foc de mitraliere, pușcă, stropite cu benzină și incendiate, cu excepția ultimei magazii care a fost dinamitată. Vacarmul și scenele înfiorătoare ce au avut loc depășesc puterea de evocare: femei cu părul în flăcări, oameni răniți și aprinși de vii ieșeau prin acoperișul sau spărturile magaziilor incendiate, căutând înnebuniți o scăpare. De jur împrejur însă îi țintea arma ostașilor care aveau ordinul de a nu scăpa niciun civil. Grozăvia sinistrului era așa de puternică încât tulburase adânc pe toți cei de față, soldați și comandanți. Într-o stare sufletească în care rațiunea era gonită și înăbușită de instinct, oamenii confirmau misiunile primite, le executau febril sau se ascundeau, retrăgându-se deoparte, după cum, probabil, era firea fiecăruia. Astfel unii soldați trăgeau încruntați, calm, alții se închinau și trăgeau, iar arma le tremura în mână, alții trăgeau aiurea, alții chiar evitau să tragă. (...) Cei dinăuntrul magaziilor, îngroziți de chinurile morții, încercau să evadeze sau se ridicau pe geamuri în mijlocul flăcărilor, implorând să fie împușcați. Cei mai mulți dintre ofițerii ce erau la fața locului erau impresionați la lacrimi de ceea ce erau nevoiți să facă și unii dintre ei abandonau poziția, eschivându-se sau chiar ascunzându-se printre alți soldați fără misiune.”
A doua zi, la 25 octombrie, generalul Macici a raportat execuția altor 13 000 de evrei și comuniști, 400 dintre ei fiind spânzurați pe străzi sau în piețele Odesei.

### Masacrul din noiembrie 1941
În calitate de reprezentant al guvernului, Alexianu a ordonat și a supravegheat masacrul din noiembrie 1941[F]. După J. Rotaru și colaboratorii, în primele trei luni de la intrarea în război, trupele române au masacrat 19 000 de evrei, iar 20 000 au fost uciși după cucerirea Odesei..
Comandamentul armatei germane și-a oferit serviciile, propunând trimiterea la fața locului a unui batalion SS, ca să ajute la dezactivarea minelor și curățarea Odesei de evrei și bolșevici. Autoritățile române au decis, totuși, să acționeze singure. Evreii localnici au fost scoși din case și executați, fără să fie judecați, prin spânzurare de balcoanele și felinarele de pe străzile principale. „După explozie, lungi șiruri de evrei au fost spânzurați pe stâlpii de electricitate ai troleibuzelor. Circa 10 000 evrei arestați au fost băgați în pușcărie și executați imediat.”[G].
La 23 octombrie 1941, generalul Iacobici a trimis Cabinetului Militar un raport asupra situației, care detalia acțiunile represive efectuate: „acțiunea de represiune s’a executat în interiorul orașului, prin împușcare și spânzurare, și afișarea de placarde pentru avertizarea celor ce vor mai îndrăzni și încerca astfel de terorism”.
Alexianu a organizat ghetouri și lagăre de internare a evreilor în Transnistria (Bogdanovca, Vapniarka, Berezovca etc.) și a ordonat efectuarea de munci obligatorii, prin Ordonanța nr. 26/1941 privind instituirea muncii obligatorii pentru toți locuitorii Odesei între 16-60 de ani, sub sancțiunea internării lor în lagăr. Prin Ordonanța nr. 35 din 2 ianuarie 1942 a dispus deportarea tuturor evreilor din Odesa în regiunea Berezovca, unde au fost asasinați. Cea mai mare parte a evreilor care au supraviețuit în Odessa a fost internată în satul Slobodca,  desemnat de Armata a 4-a drept ghetou.
„Condițiile de trai din ghetou erau extrem de grele: Era lipsă de case. Lumea se înghesuia pe străzi. Bolnavii gemeau și se prăbușeau în zăpadă. Românii îi călcau pe cei căzuți sub copitele cailor. Plângeau copiii care înghețau. Se auzeau strigăte de groază și se cerea îndurare. Spre seara acestei prime zile, trupuri de oameni degerați zăceau pe străzi.(...) Peste tot erau jandarmi și polițiști români.”
Alexianu a vizitat ghetoul între 3 și 5 noiembrie 1941. Îngrijorat de posibilitatea izbucnirii unor epidemii, care puteau afecta întreaga populație, a adresat, la 11 decembrie 1941, un raport mareșalului Antonescu cu privire la situația din Transnistria și Odessa, în care propunea rezolvarea radicală a problemei evreiești prin deportarea totală a evreilor din Transnistria și Odessa.”[H].

## Antisemitismul activ antonescian și „Curățirea terenului”
Conform tezei istoricului Ottmar Trașcă de la Institutul de Istorie „George Barițiu” din Cluj-Napoca: „Analiza politicii de ocupație implementată de autoritățile române în Transnistria în perioada 1941-1944 s-a bucurat de un interes deosebit din partea istoricilor români și străini. Acest interes s-a materializat de-a lungul timpului prin publicarea unui mare număr de lucrări, studii și volume de documente, ce au tratat cu precădere instaurarea și funcționarea administrației românești în teritoriul situat între Nistru și Bug, respectiv regimul de exterminare a populației evreiești aplicat de autoritățile civile și militare antonesciene ... politica promovată de autoritățile militare române față de populația evreiască a orașului Odessa în primele luni ale ocupației românești, respectiv perioada dintre lunile octombrie 1941 și februarie 1942 ...  acest interval de timp ... a coincis cu ghetoizarea și exterminarea unui mare număr de evrei de către Armata română, apoi cu deportarea ulterioară a supraviețuitorilor în lagărele din Transnistria.”
În cadrul unităților militare române care au executat aceste ordine, sursele nu menționează cazuri de inobediență.
Potrivit istoricului Raul Hilberg, executarea ordinelor lui Antonescu a provocat intervenții germane: „Au fost situații în care germanii au intervenit pentru a restrânge și încetini avântul măsurilor românești. În acele timpuri, românii se mișcau prea rapid pentru birocrația germană”.

## Procesele și condamnarea principalilor vinovați
La procesul criminalilor de război de la Tribunalul Poporului din București (1946), unul dintre capetele de acuzare împotriva lui Ion Antonescu, Gheorghe Alexianu și  Nicolae Macici a fost ordonarea represaliilor împotriva populației civile de la Odessa din toamna anului 1941. Pentru aceste crime au fost condamnați la pedeapsa cu moartea. Primii doi au fost executați prin împușcare la 1 iulie 1946, în închisoarea Jilava, iar lui Nicolae Macici regele Mihai I i-a comutat pedeapsa în închisoare pe viață.
La recursul înaintat de fiul lui Gheorghe Alexianu, Curtea de Apel București la 5 decembrie 2006 a reconfirmat sentința de condamnare la moarte a criminalilor de război datată 17 mai 1946 cu anumite amendamente.
La recursul cerut de procurorul general, procesul a fost rejudecat la 6 mai 2008, când judecătorii Înaltei Curți de Casație și Justiție au respins definitiv cererea de revizuire a sentinței din 1946.

## Filme
- Filmul documentar „Odessa” al lui Florin Iepan, prezentat la Festivalul de la Jihlava-Cehia (organizat de „Institute of Documentary Film”, care susține proiecte de filme documentare din Europa centrală și de est și are sediul la Praga) este o coproducție România/ Germania și este prezentat la festival cu titlul "Work in progress". Pelicula este produsă de Sub-Cult-Ura, cu Răzvan Georgescu și Florin Iepan ca producători, și Starcrest Media GmbH, cu Carl Schmitt - coproducător.